# John Bidwell
Pour les articles homonymes, voir Bidwell.
John Bidwell (5 août 1819- 4 avril 1900) était un célèbre explorateur, soldat, homme politique et philanthrope américain. Il conduisit, en 1841, la première caravane d'immigrants sur la Piste de la Californie où il fonda la ville de Chico.

## Œuvres
- A journey to California, 1841 the first emigrant party to California by wagon train, Weston, Mo. : s.n., 1844. (OCLC 20469336)
- Feather River, 1849 thru Rio Chico, 1853., Chico 1849-1853. (OCLC 6114722)
- Topics of the time : the making of California., New York : Century Co., 1890. (OCLC 25267162)